# IBM
International Business Machines Corporation (IBM) (ай би ем) е американска многонационална технологична компания със седалище в Армонк, щата Ню
Йорк, с операции в над 170 страни. Тя е най-големият в света доставчик на софтуер, междинен софтуер, хардуер и комплексни услуги в областта на информационните технологии. IBM съществува вече повече от век благодарение на влагането на много средства в изследвания, умелото привличане на водещи учени (вкл. нобелисти), инженери и търговски представители по целия свят, внимателното проучване на пазарните нужди, както и премереното инвестиране в нови технологични направления или отказване от по-нататъшна дейност в други такива. Компанията е създател на мейнфрейм компютрите и продължава да е лидер в производството им. Хардуерната ѝ продукция варира от мощни суперкомпютри до последните постижения в областта на микро- и наноелектрониката. IBM също е голяма изследователска организация, която е рекордьор по броя на генерираните от бизнеса патенти в САЩ (към 2020 г.) в течение на 28 години подред. Изобретенията на IBM включват банкомата (ATM), дискетата, твърдия диск, картата с магнитна лента, релационна база данни, езика за програмиране SQL, бар кодa UPC (предшественик на EAN) и динамичната памет с произволен достъп (DRAM). Мейнфреймите на IBM, пример за които е System/360, бе доминираща изчислителна платформа в течение на 1960-те и 1970-те години.
IBM е една от 30-те компании, включени в индекса Dow Jones Industrial Average и един от най-големите работодатели в света, с над 345 000 служители към 2020 г. Най-малко 70% от сътрудниците на IBM се намират извън САЩ, а страната с най-много служители на IBM е Индия. Сътрудници на IBM са удостоени с пет Нобелови награди, шест награди Тюринг и пет Национални медали за наука.
Разпространеното прозвище на компанията – Big Blue, може да се преведе като „Големият син“ или „Синият гигант“.

## История

### Табулиращи машини
През 1890 г. на територията на САЩ се извършва преброяване на населението. За обработка на резултатите за пръв път се използва изобретението „електрически табулатор“ на Хърман Холерит (Herman Hollerith). Благодарение на табулиращата машина данните от преброяването са обработени само за година, докато предишното преброяване от 1880 г. се обработвали осем години. Въодушевен от успеха, изобретателят основал през 1896 г. в окръг Broome, щата Ню Йорк, САЩ, компанията Tabulating Machine Company.
През 1911 г. Чарлс Флинт организира сливането на Tabulating Machine Company с две други компании – Computing Scale Company of America и International Time Recording Company. Обединената компания е наречена Computing-Tabulating-Recording Company (CTR). Новосъздадената компания се занимавала с производството и продажбата на разнообразни електрически машини, като се започне от търговски везни и индустриални регистратори за работно време, премине се през калкулатори и перфокартни машини, и се стигне до машини за рязане на месо и сирене. Поради сложността на управление на такъв разнороден бизнес, през май 1914 г. за генерален директор е поканен 40-годишният Томас Дж. Уотсън старши (Thomas John Watson Sr), дотогава втори изпълнителен директор на National Cash Register (NCR). След това компанията започва да се специализира в създаването на големи табулаторни машини. През 1911 г. компанията е имала 1300 работници в заводи и офиси в щатите Ню Йорк, Охайо, Вашингтон и др.
Като част от мерките развитие на компанията Уотсън измисля и девиза „THINK“ (Мисли!). За първите четири години от ръководството на Уотсън приходите са удвоени до 9 милиона щатски долара. Той слага начало и на експанзията на компанията в Европа, Южна Африка, Азия и Австралия.
В годините след Първата световна война служителите на CTR разработват подобрени механизми, за да посрещнат нарастващите нужди на клиентите си от обемни изчисления. В следващите години компанията прави различни нови разработки, придобива компании и патенти, свързани с изчислителни машини, перфокарти и отчитане на работното време. Ръстът и разширяването на дейностите на CTR правят старото име на фирмата твърде ограничено и на 14 февруари 1924, с излизането на канадския пазар, името CTR официално е променено на International Business Machines Corporation, или, съкратено, IBM.

### Компютри
В 1943 г. започва компютърната история на IBM: създаден е електромеханичният Марк I с тегло около 4,5 тона. През 1952 г. се появява първият голям компютър с електронни лампи IBM 701. Две години по-късно е пуснат усъвършенстваният модел IBM 704, първият масово произвеждан мейнфрейм компютър с аритметика с плаваща запетая.
В края на 1954 г. по поръчка на Военноморските сили на САЩ IBM разработва електронен компютър IBM Naval Ordnance Research Calculator (NORC). Той е от първо поколение, основава се на вакуумни лампи и има памет за 2000 машинни думи, реализирана с тръби на Уилямс. Той е най-мощният компютър за времето си, извършва 15 000 операции в секунда и според някои автори е първият суперкомпютър. Работи до 1968 и с негова помощ са извършени обемни изчисления в най-различни области. Дизайнът му оказва влияние върху усъвършенстването на IBM 701 и следващите машини от серията IBM 700/7000.
В 1956 г. синът на Томас Уотсън, Томас Уотсън-младши, заменя баща си начело на IBM и поставя начало на нов етап на развитие на компютрите. Под неговото ръководство доходите нарастват до $8 млрд., а броят на заетите до 270 хиляди души.
В 1959 г. се появяват първите компютри на транзистори, които достигат такова високо ниво на надеждност и бързодействие, че военновъздушните сили започват да ги използват в системите за известяване на противовъздушната отбрана. Малко преди това, през 1957 г., IBM въвежда в употреба програмния език FORTRAN (на английски: FORmula TRANslation), прилаган за научни изчисления и станал един от основните източници на проблема с 2000 година.
На 7 април 1964 г. IBM обявява първия компютър, дал началото на цяло семейство System/360. В продажба между 1964 и 1978, то обхваща целия диапазон от възможни търговски и научни приложения. Освен това компанията създава новите машини с постепенно нарастваща производителност, но с един и същ набор от команди, което дава възможност на клиента да надградят с по-голяма изчислителна мощ, без да се налага да сменят приложенията си.
Сред последните модели на IBM е суперкомпютърът IBM Watson, снабден със система за изкуствен интелект.

## Лого
През 1972 г. хоризонталните черти заменят плътните букви, използвани дотогава, за да придават „скорост и динамика“. Това лого (в две версии, 8-линии и 13-линии), както и предишното, са направени от графичния дизайнер Paul Rand.
Логотипите, създадени през 70-те години са били съобразени с техническите ограничения на фотокопирната техника, която по това време се е разпространявала все по-широко. Лого с големи плътни области се е копирало лошо от фотокопирните машини през 70-те години. Затова компаниите предпочитали да имат лого без големи плътни области. Логото на IBM от 1972 е пример за такова съобразяване с техниката на онова време. С навлизането на цифровите копирни машини в средата на 80-те години това техническо ограничение отпада; по същото време и 13-линийното лого е излязло от употреба поради обратната причина – било е трудно за точно пресъздаване при ниската разделителна способност на цифровите принтери (240 точки на инч) по това време.